# Juan Martínez de Vergara
Juan Martínez de Vergara o Juan Martínez de Vergara Alonso (Gibraleón, Huelva, 1589-Chimbarongo, Colchagua, 1662) fue un hidalgo español llegado a Chile como alférez real en 1601 a los campos de la batalla de Arauco, al sur del reino de Chile. Es el tronco de una de las más importantes familias coloniales chilenas.

## Origen
Hijo de Juan Martínez de Vergara, originario de Guipúzcoa y de doña Isabel Alonzo Márquez vecina de Gibraleón. Partió a las indias destinado a la guerra de Chile en los campos de Arauco en 1601.

## Llegada al reino de Chile
Martínez de Vergara vino enrolado en las tropas que acompañaron al gobernador Alonso de Rivera, considerado el organizador del ejército de Chile. Formó en la compañía que mandaba el capitán Ginés de Lillo y asistió con sus armas en los fuertes de Santa Fe y Talcahuano, estableciéndose en el reino de Chile.
A don Juan Martínez de Vergara, la real audiencia le recomendó al rey como persona ilustre y benemérita en 1626, anotación hecha por Medina, Don Juan figuraba en el año de 1628 en grado de capitán.

## Familia
Contrajo matrimonio en 1634 con doña Magdalena de Leiva Sepúlveda, hija del capitán sevillano Antonio de Leiva Sepúlveda y de dona Mariana de la Cerda Niza y Corral. Hijos de ellos fueron Juan, Isabel, Mariana, Francisca y Jacinta.
Se estableció en Chillán, donde fue maestre de campo y alcalde de dicha ciudad en 1640, fundó su hogar y permaneció en la cofradía de Nuestra Señora de los Remedios. Realizada la destrucción de esa urbe por los primeros habitantes llamados Mapuche, tuvo que abandonarla junto a su familia. Su esposa aportó al matrimonio una caudalosa dote con casa, solar en la ciudad de Chillán y una estancia de feraces tierras.
Don Juan, con su señora e hijos, buscó refugio en zonas más seguras y obtuvo rica merced de tierras en Colchagua. Se le cuenta entre los benefactores del convento que los Mercedarios tenían en Chimbarongo, Colchagua. Consta que en 1658 realizó un viaje al Perú, otorgando antes su testamento en Valparaíso.
Cuatro años más tarde volvió a disponer otro testamento en su estancia de Chimbarongo y fundó una capellanía de misas. Por sus servicios militares obtuvo encomiendas de indios en Colchagua.